# Yevgueni Korendiásov
Yevgueni  Nikoláievich Korendiásov (nacido el 10 de abril de 1936) es un diplomático soviético y ruso y traductor de francés.
Se graduó del Instituto Estatal de Relaciones Internacionales de Moscú (MGIMO) del Ministerio de Asuntos Exteriores de la URSS (1960). Del 21 de agosto de 1987 al 2 de noviembre de 1992 fue Embajador Extraordinario y Plenipotenciario de la URSS, y después (desde 1991) de la Federación Rusa en Burkina Faso. Del 1 de julio de 1996 al 24 de noviembre de 2000, Embajador Extraordinario y Plenipotenciario de Rusia en Malí y Níger. Posee el rango diplomático de Embajador Extraordinario y Plenipotenciario (1991).
Casado, tiene una hija y un hijo.